# Maxil·les

32

Les maxil·les són una de les peces bucals dels artròpodes mandibulats (crustacis, miriàpodes i hexàpodes). Es tracta de dos parells de peces anomenades primer y segon parell de maxil·les, que tenen un petit apèndix anomenats palp. Aquesta configuració primitiva pot patir transformacions segons el grup.

## Hexàpodes
Als hexàpodes rep el nom de maxil·les el primer parell, i s'anomena llavi a l'estructura formada per la fusió del segon parell de maxil·les.

## Miriàpodes
En el cas dels miriàpodes, hi ha diverses modificacions segons el grup. Així en els diplòpodes i pauròpodes primer parell de maxil·les estan fusionades originant el gantoquilari, mentre que segon parell de maxil·les és absent. En els quilòpodes el primer i segon parell de maxil·les estan fusionats. En els símfils troben una estructura similar a la dels hexàpodes, amb el primer parell de maxil·les separat i segon parell fusionat formant un llavi.

## Crustacis
Als crustacis s'anomenen maxíl·lules el primer parell de maxil·les, i el segon parell rep el nom simplement de maxil·les.